# JAXX
Unter der Marke JAXX werden seit 1997 verschiedene Glücksspiel-Angebote vertrieben. Während die heutige JAXX UK Limited mit Sitz in London die internationale Plattform betreibt, ist die JAXX GmbH mit Standorten in Lustenau und Hamburg für die in Deutschland lizenzierten Angebote für Pferdewetten und Sportwetten verantwortlich. Die in Hamburg ansässige OnGoingMedia GmbH hat das Lotterie-Angebot übernommen.

## Geschichte

Altes Logo der Fluxx AG

Die JAXX GmbH wurde 1997 unter dem Namen fluxx.com e-commerce GmbH gegründet. Die Muttergesellschaft fluxx.com AG ging im September 1999 im Neuen Markt an die Börse. 2001 veröffentlichte die damalige fluxx.com AG Pläne, nach denen auf technologischer Basis der Plattform www.jaxx.de gemeinsam mit dem Internetportal Web.de ein Glücksspielportal für die Nutzer des Kooperationspartners geschaffen werden sollte. Im Januar 2004 übernahm die fluxx.com AG einen großen Anteil der Holding QED Ventures Ltd. (QED), welche über die Tochtergesellschaft Personal Exchange International Ltd. (PEI) unter der Marke „mybet“ Sportwetten anbot. Nach einer Umstrukturierung wurde die fluxx.com AG im Jahr 2005 in FLUXX AG umbenannt. Im Frühjahr 2006 wurde bekanntgegeben, dass gemeinsam mit der Burda-Tochter Burda Direct Win GmbH ein Wettportal entwickelt werden sollte. Im Dezember 2007 wurde seitens der Tochtergesellschaft JAXX UK Ltd. eine Kooperation mit dem Internet-Portal Lycos vereinbart.
Im Juli 2008 fand eine erneute Umbenennung der FLUXX AG in JAXX AG statt, beschlossen durch das Votum der Aktionäre auf der Hauptversammlung im Mai des gleichen Jahres. Um der zunehmenden Internationalisierung Rechnung zu tragen, wurde die JAXX AG im Juni 2010 in die Europäische Aktiengesellschaft JAXX SE umgewandelt und abschließend im Juni 2012 in mybet Holding SE umbenannt. Unter der Marke mybet sollten weiterhin Sportwetten, Casino und Poker angeboten werden, während das frühere Kerngeschäft der Lotterie-Vermittlung mitsamt der Rechte am Namen und der Marke JAXX für 12,5 Millionen Euro verkauft wurde.
Unter der Marke JAXX wird seitdem von der JAXX UK Limited ein internationales Glücksspiel-Angebot und von der JAXX GmbH Österreich jeweils ein in Deutschland lizenziertes Sportwetten- und ein Pferdewetten-Angebot betrieben. Zudem gibt es eine deutsche Plattform, auf welcher Lotterie-Angebote (Lotto 6 aus 49, Eurojackpot, GlücksSpirale) vertrieben werden.

## Lotterien

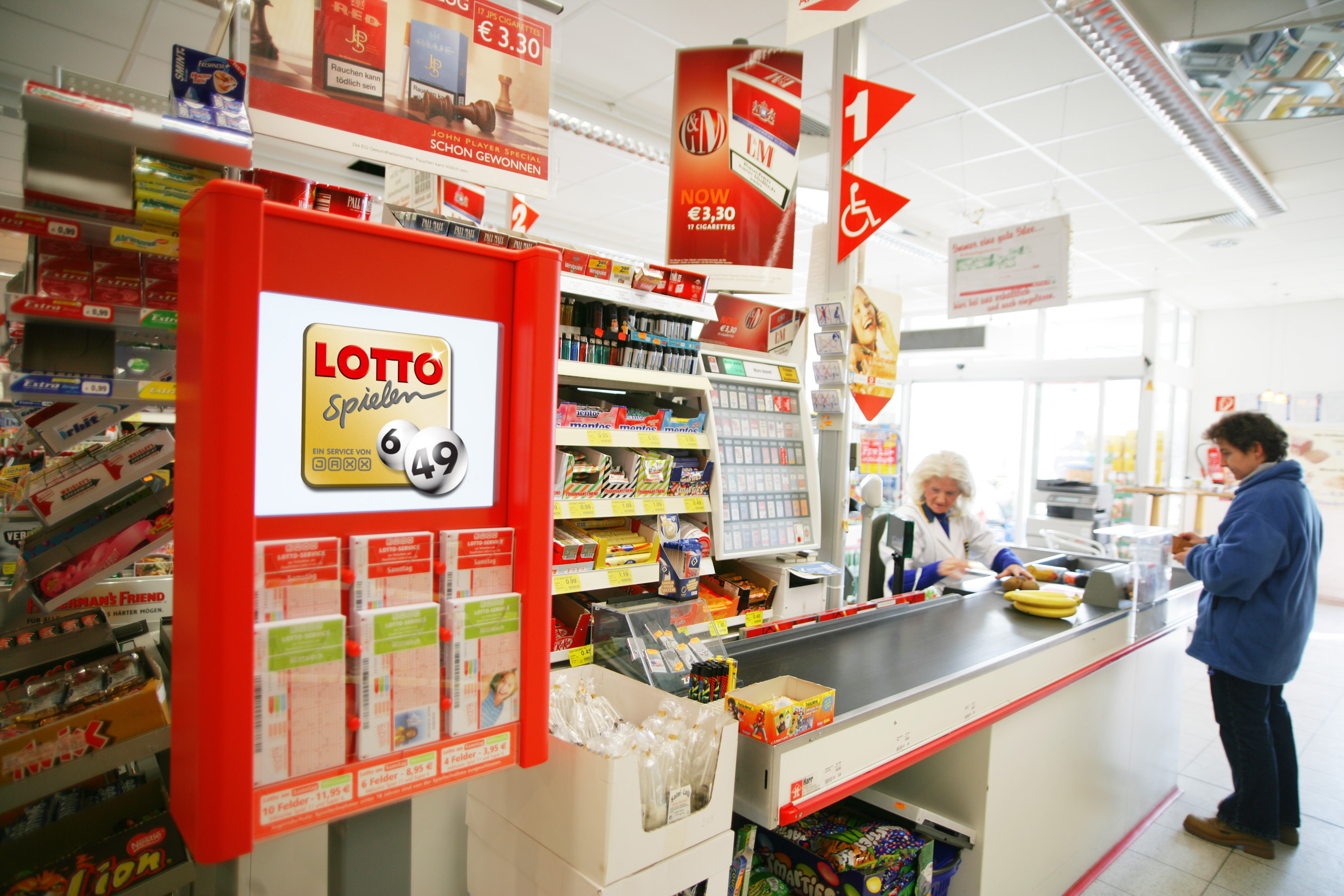
Stationäres Terminal des JAXX Lottoservice in einem Supermarkt, 2007

Anfang 1998 ging unter der Webadresse www.jaxx.de das erste deutsche Lotto-Angebot im Internet online. Gleichzeitig vereinbarte die damalige fluxx.com AG die Zusammenarbeit mit drei der 16 staatlichen Lottogesellschaften: Lotto Brandenburg, Lotto Mecklenburg-Vorpommern und NordwestLotto Schleswig-Holstein. Für das Geschäftsmodell konnten zudem weitere Online-Portale als Partner gewonnen werden, darunter Freenet, AOL und Lycos.
2005 entstand der „JAXX Lottoservice“, ein stationärer Vertrieb von Lottoscheinen in Drogeriemärkten, Supermärkten, Tankstellen und anderen Verkaufsstellen. Bis Ende 2007 wurden über 13.000 Outlets mit dem JAXX Lottoservice ausgestattet und somit das größte zusammenhängende stationäre Vertriebsnetzwerk für Lotterien in Deutschland aufgebaut. Das Projekt wurde vom Deutschen Lotto- und Totoblock mit kartellrechtlich unzulässigen Maßnahmen behindert, wie in einem Urteil des Bundeskartellamts festgestellt wurde. Die Westdeutsche Lotterie (Westlotto) wurde 2014 deswegen zur Zahlung von Schadensersatz in Höhe von 11,5 Millionen Euro plus Zinsen verurteilt.
Durch den ersten Glücksspielstaatsvertrag wurde der Vertrieb von Glücksspielen durch private Unternehmen ab 2008 verboten, was das Ende des JAXX Lottoservice bedeutete. Dieses Verbot wurde 2010 durch den EuGH wieder aufgehoben. Im Oktober 2013 erhielt die in Hamburg ansässige OnGoingMedia GmbH vom Niedersächsischen Ministerium für Inneres und Sport die Genehmigung zur gewerblichen Spielvermittlung von deutschen Lotterie-Produkten und betreibt seitdem auf dem Portal www.lotto-jaxx.de, ausgestattet mit entsprechenden Rechten an der Marke JAXX, ein Lotterie-Angebot.

## Sportwetten

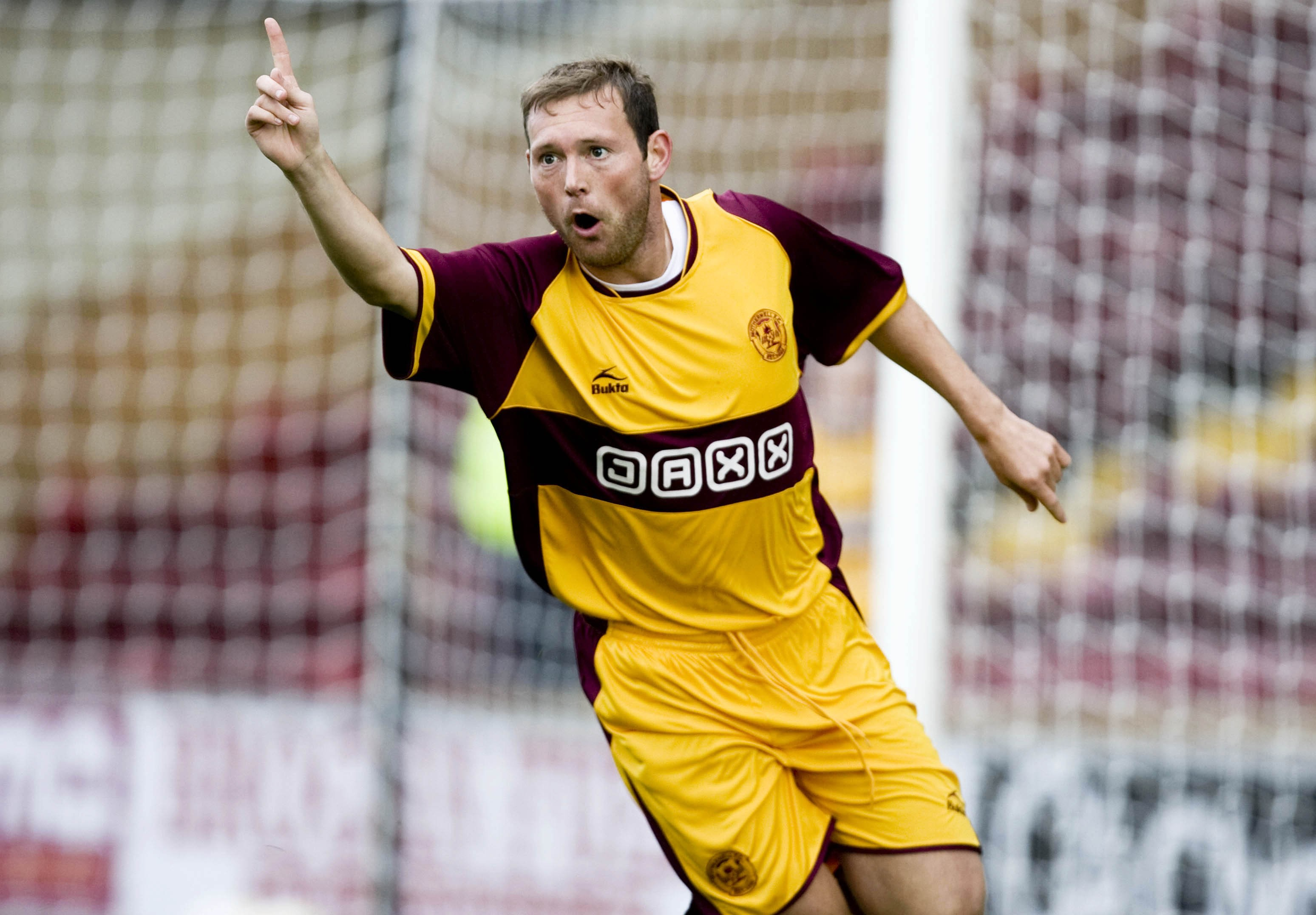
Heim-Trikot des FC Motherwell mit JAXX-Sponsoring, 2008

Im November 2007 wurden erstmals unter der Marke JAXX eigene Sportwetten im Internet angeboten, zunächst nur in Großbritannien. Im Februar 2008 übernahm JAXX die Spielerkonten des britischen Wettanbieters betandgame.com. Die JAXX UK Limited war bis zur Vergabe der deutschen Sportwetten-Lizenzen mit einer EU-Lizenz für Sportwetten ausgestattet, ausgestellt von der UK Gambling Commission.
Im Oktober 2020 erhielten 15 Anbieter, darunter auch die JAXX GmbH, die deutsche Lizenz für die Veranstaltung von Sportwetten im Internet, ausgestellt durch das Regierungspräsidium Darmstadt. Im gleichen Zuge übernahm die JAXX GmbH das Wettgeschäft von der JAXX UK Limited.
In der Vergangenheit war JAXX als Sponsor tätig. In den Spielzeiten 2008/09 und 2009/10 war JAXX Trikotsponsor des schottischen Fußballvereins FC Motherwell. JAXX war zudem Partner des American-Football-Teams Hamburg Blue Devils.

## Pferdewetten
2000 übernahm die damalige fluxx.com AG die Aktivitäten der horses.de Pferdesport-Services GmbH, um auf dem Portal www.jaxx.de auch wetten auf nationale Pferderennen anbieten zu können. Im gleichen Jahr wurden auch die Mehrheitsanteile an der Telewette übernommen, einer telefonischen Wettannahmestelle für Pferdewetten, welche zuvor zum Deutschen Galoppsportverband gehörte. Das Unternehmen firmierte fortan unter fluxx.com Telewette GmbH.
Im Frühjahr 2005 vereinbarten die JAXX GmbH und AOL eine Zusammenarbeit, im Zuge derer das Pferdewetten-Angebot in den Glücksspielbereich von AOL eingebunden wurde.
Von 2006 bis 2008 war JAXX Sponsor des „JAXX-Pokals“, einem mit damals 50.000 € Preisgeld dotierten Gruppe III-Pferderennen (Hamburger Meile) auf der Galopprennbahn Hamburg-Horn. JAXX trat zudem als Sponsor mehrerer Rennpferde auf, u. a. existierte der Rennstall JAXX Horses.
2014 erhielt die JAXX UK Limited die deutsche Lizenz zur Veranstaltung von Pferdewetten im Internet, ausgestellt durch das Regierungspräsidium Darmstadt. Das deutsche Pferdewettangebot wurde im Dezember 2020 an die JAXX GmbH übertragen.